# 伊藤俊人
伊藤 俊人（いとう としひと、1962年〈昭和37年〉2月16日 - 2002年〈平成14年〉5月24日）は、日本の俳優。新潟県新潟市出身。名バイプレイヤーとして様々なドラマに出演したが40歳の若さで急死した。

## 人物
新潟明訓高等学校、日本大学藝術学部演劇学科演技コース卒業。大学時代は落語研究会に所属。
三谷幸喜らによる東京サンシャインボーイズ旗揚げ時（1983年）のメンバーとされることがあるが、実際の活動時期は後期メンバーにあたる。三谷とは日藝の同期で親友でもあったが、卒業後は就職しサラリーマンとなった。ある時に再会し、サンシャインボーイズへ参加（初参加は1990年7月の『12人の優しい日本人』初演から）。
以降、ほとんどの三谷作品に出演。『王様のレストラン』のギャルソン・和田役、『巡査・今泉慎太郎』の桑原技官役などで知名度を上げ、そのほかのテレビドラマにも数多く出演した。1998年4月からは『ショムニ』の野々村人事課長役で出演し、同役の上司である寺崎人事部長役の高橋克実とのコンビで人気を博す。
2000年10月、『ショムニ』の撮影で出会ったスタイリストの女性と交際半年でスピード結婚。
2000年9月、『踊る!さんま御殿!!』への出演時、ドラマでの堅固な演技とは裏腹におどおどした素の顔を見せ、その後もさまざまなバラエティ番組に出演した。
2002年5月22日正午、激しい頭痛を訴え救急搬送される。検査の結果、クモ膜下出血と診断され緊急手術を受けた。一時意識が回復するが、24日に意識不明となり容態が急変。17時18分、同疾患のため死去。40歳没。通夜は5月28日、告別式は5月29日に東京都中野区の宝仙寺で行われた。葬儀委員長は三谷、喪主は伊藤の妻がそれぞれ務めた。東京都新宿区の落合斎場で火葬された。

## ショムニ
亡くなった日は、レギュラー出演していたテレビドラマ『ショムニ』の続編『ショムニFINAL（第3シリーズ）』の撮影開始数日前であった。この時、『ショムニ』の出演者で会見に応じたのは石黒賢のみであったが、会見中はばからず涙した。
『ショムニFINAL』の第1回は伊藤の追悼に捧げられ、エンディングにて「ご冥福をお祈りします」のテロップが付された（『ショムニFINAL』以降は野々村課長の代役は立てられず、海外赴任中との設定となった）。

## 評価
黒ぶち眼鏡をかけることが多い個性派俳優だった（ショムニをはじめ一部ドラマでは眼鏡をかけていない）。しばしば名脇役と評されるが、伊藤が亡くなった際、三谷は「彼は名脇役ではなく、脇役もこなせる名優だった。」と、親友の死を悼んだ。『真実を追う男』が最後の出演番組となり、自身の死後である2002年11月11日に放送された。
2009年、東京サンシャインボーイズ復活公演「returns」では、生前時の伊藤の声を抽出したいわゆるライブラリ出演で仲間との共演を果たす。

## 出演

### テレビドラマ
- 世にも奇妙な物語シリーズ（フジテレビ）
  - 世にも奇妙な物語 第2シリーズ「耳鳴り」（1991年）
  - 世にも奇妙な物語 秋の特別編「殺人者の高橋さん」（1995年） - 小林 役
  - 世にも奇妙な物語 春の特別編「年功不序列」（1996年）
  - 世にも奇妙な物語 聖夜の特別編「主婦さち子の秘かな愉しみ」（1996年） - 美濃店長
  - 世にも奇妙な物語 秋の特別編「断定男」（2000年）
- 君たちがいて僕がいる（1992年、フジテレビ）
- 振り返れば奴がいる（1993年、フジテレビ） - 上野こうじ 役
- 総務課長戦場を行く!（1994年、フジテレビ）
- 古畑任三郎シリーズ（フジテレビ） - 桑原万太郎 役
  - 警部補 古畑任三郎（1994年）
  - 古畑任三郎 第2シリーズ（1996年）
  - 巡査・今泉慎太郎（1996年）
  - 古畑任三郎 第3シリーズ（1999年）
- 王様のレストラン（1995年、フジテレビ） - 和田一 役
- 長男の嫁2 実家天国（1995年、TBS）
- ザ・シェフ（1995年、日本テレビ）
- ざけんなョ!!9（1995年、フジテレビ）
- まだ恋は始まらない（1995年、フジテレビ） - 堀 役
- 奇跡のロマンス（1996年、日本テレビ）
- 東京SEX バレンタインスペシャル（1996年、フジテレビ）
- 風の刑事・東京発!（1996年3月6日、テレビ朝日） - 田代 役
- こんな私に誰がした（1996年、フジテレビ） - 具志堅五郎 役
- 竜馬におまかせ! （1996年、日本テレビ） - 秀島藤之助 役
- 結婚しようよ（1996年、TBS）
- 鍵師4（1996年、フジテレビ） - 桑原巡査
- グッドラック （1996年、日本テレビ） - 長谷川義彦 役
- コーチ（1996年、フジテレビ）
- いらっしゃい（1996年、NHK）
- こんな私に誰がした（1996年、フジテレビ） - 具志堅吾郎 役
- 上品ドライバー（1996年、フジテレビ）
- 踊る大捜査線（1997年、フジテレビ） - 山部良和 役
- 英二ふたたび（1997年、フジテレビ）
- 3番テーブルの客（1997年3月24日、フジテレビ）
- いいひと。(1997年4月29日、フジテレビ）
- 名探偵保健室のオバさん（1997年） ‐ 岸本英司
- ニュースの女（1998年、フジテレビ） - 蔵原圭二 役
- ショムニ（1998年-2000年、フジテレビ） - 野々村人事課長 役
- 女王蜂（1998年4月17日、フジテレビ）
- 石光真清の生涯（1998年5月4日 - 7日、NHK BS）
- チョコレート革命（1998年6月27日、NHK BS）
- 凍りつく夏（1998年、日本テレビ）
- 板橋マダムス（1998年11月11日、フジテレビ） - 中川マネージャー 役
- あきまへんで!（1998年、TBS） - 通訳 役
- 元禄繚乱（1999年、NHK） - 正親町公通 役
- 女弁護士 朝吹里矢子6 幼い目撃者（1999年3月13日） - 松浦暁平 役
- 火曜サスペンス劇場（日本テレビ）
  - 警視庁鑑識課1（1996年5月14日） - 藤井康明 役
  - 警視庁鑑識班3（1997年4月22日） - 藤井康明 役
  - 警視庁鑑識班4（1997年11月25日） - 藤井康明 役
  - 監察医・室生亜季子25 死亡推定時間（1999年5月4日） - 南署長 役
  - 警部補 佃次郎9 妻たちの真実（1999年11月16日） - 矢口透 役
- お水の花道（1999年-2001年、フジテレビ） - 加藤チーフ 役
- TEAM（1999年11月10日、フジテレビ）
- 恋愛詐欺師（1999年、テレビ朝日） - 阿波野卓 役
- 車椅子の弁護士・水島威7 婚約者に殺された女?（1999年12月25日、テレビ朝日） - 岡本保夫 役
- ナースな探偵3（2000年） - 沖野昭彦 役
- 信濃のコロンボ 追分殺人事件（2000年6月2日、フジテレビ） - 猪瀬巡査 役
- 合い言葉は勇気（2000年、フジテレビ） - 外科医 役
- 西村京太郎トラベルミステリー34 津軽・陸中殺人ルート（2000年9月30日、テレビ朝日） - 小川功 役
- 新宿暴走救急隊（2000年10月14日 - 12月16日） - 野村 役
- 科捜研の女第2シリーズFILE.07（2000年11月30日、テレビ朝日） - 恩田幸治 役
- 着物デザイナー 黛涼子の推理紀行2（2001年） - 若松刑事 役
- 浅見光彦シリーズ15 志摩半島殺人事件（2001年3月19日、TBS） - 倉沢警部 役
- 招かざる客　富士山麓連続殺人事件（2001年、テレビ東京、BSジャパン）
- 史上最悪のデート（2001年3月25日、日本テレビ） - 警官 役
- 京都殺人案内24 松江・宍道湖 夕陽に消えた殺人者!（2001年4月21日、テレビ朝日） - 鈴木捜査一課長 役
- 月曜ミステリー劇場税務調査官・窓際太郎の事件簿7（2001年6月11日、TBS） - 成瀬敦夫弁護士
- ガッコの先生（2001年10月7日 - 12月16日、TBS） - ひろしの父親 役
- 傷だらけのラブソング（2001年10月30日、フジテレビ） - 土屋 役
- Nail(ネイル)（2002年1月5日 - 2月23日、WOWOW）
- スチュワーデス刑事6（2002年1月11日、フジテレビ） - 加藤 役
- ナースマン（2002年1月19日 - 3月23日、日本テレビ） - 金谷茂雄 役
- TRICK2（2002年、テレビ朝日） - 長部由起夫 役
- オルファクトグラム（2002年2月17日、WOWOW） - 松代徹 役
- 夢のカリフォルニア（2002年、TBS）
- 私はやってない!痴漢えん罪殺人連鎖（2002年6月19日、テレビ東京） - 倉田幸広 役
- 茂七の事件簿 新ふしぎ草紙（2002年6月28日、NHK） - 仙吉 役
- 月曜ミステリー劇場 自治会長・糸井緋芽子社宅の事件簿2（2002年8月5日、TBS） - 高村剛 役
- 月曜ミステリー劇場 真実を追う男1（2002年11月11日、TBS） - 佐々木健 役

### 映画
- サラリーマン専科（1995年）
- 友子の場合（1996年）
- マルタイの女（1997年）
- GTO（1999年）

### 舞台
- 12人の優しい日本人（1990 - 1992年）
- ヴァンプ・ショウ（1992年）
- 彦馬がゆく（1993年）
- 君となら〜Nobody Else But You（1995年）
- 南太平洋
- returns
- 蒙古が襲来

### バラエティ
- 踊る!さんま御殿!!
- ダウンタウンDX
- 笑っていいとも
- ごきげんよう
- ウンナンの気分は上々。
- スジナシ
- メレンゲの気持ち